# Bertrand Visage
Bertrand Visage (* 8. März 1952 in Châteaudun) ist ein französischer Schriftsteller.

## Leben und Werk
Bertrand Visage veröffentlichte ab 1975 im Verlag Éditions du Seuil ein Dutzend Romane, von denen mehrere preisgekrönt wurden. Er war 1982–1983 Stipendiat der Académie de France à Rome und anschließend Lektor an den Universitäten Rom, Neapel und Palermo. Von 1996 bis 1999 gab er die Nouvelle Revue Française heraus. Viele seiner Romane spielen in Italien. Vier wurden ins Italienische bzw. Spanische übersetzt. Übersetzungen ins Deutsche liegen nicht vor. Er selbst hat mehrere Autoren aus dem Italienischen ins Französische übersetzt.

## Werke
- Théâtre aux poupées rouges. Roman. 1975.
- Au pays du nain. Roman. 1977. (Prix Fénéon 1983)
- Chercher le monstre. Essai. 1978.
- Tous les soleils, Roman. 1984. (Prix Femina)
  - (italienisch) Tutto il sole. Palermo 1996.
- Angelica. Roman. 1988. (Prix Albert-Camus und Prix Valentine-de-Wolmar der Académie française)
  - (spanisch) Angélica. Mexiko-Stadt 1990.
- Rendez-vous sur la Terre. Roman. 1989.
- Le Talisman. Récit. 1990.
- Bambini. Roman. 1993. (Prix Maurice-Genevoix)
  - (italienisch) Bambini. Rom 1993.
- L’Éducation féline. Roman. 1997.
  - (italienisch) L’educazione felina. Padua 1997.
- Hôtel Atmosphère. Roman. 1998.
- Un vieux cœur. Roman. 2001.
- Intérieur Sud. Roman. 2008.
- Madone. Roman. 2017.